# Rudolf Kopp
Rudolf Erwin „Rudi“ Kopp (* 31. Januar 1926 in Rabenstein; † 29. Januar 2022 in Grassau) war ein deutscher Skilangläufer.

## Werdegang
Rudolf Kopp zog 1950 nach Reit im Winkl, wo er dem örtlichen WSV Reit im Winkl beitrat. Kopp wurde 8-facher bayerischer Meister mit der Gau-Staffel, 8-facher bayerischer Meister mit der Vereine-Staffel, 3-facher bayerischer Meister im Langlauf, 7-facher deutscher Meister mit der Länder-Staffel, 5-facher deutscher Meister mit der Vereine-Staffel und 3-facher deutscher Meister.
Auf internationaler Ebene nahm Kopp an drei Weltmeisterschaften und an den Olympischen Winterspielen 1952 sowie 1956 teil. 1952 belegte er im Rennen über 18 Kilometer den 64. Platz und wurde im 4 × 10 km Staffelrennen mit dem deutschen Quartett Siebter. 1956 beendete Kopp das Rennen über 15 Kilometer auf Rang 31 und erreichte zusammen mit Cuno Werner, Siegfried Weiß und Schlussläufer Hermann Möchel im 4 × 10 km Staffelrennen den zehnten Platz.
Nachdem er nach 27 Jahren als aktiver Sportler seine Karriere beendet hatte, blieb er dem Skilanglauf treu. Kopp war viele Jahre als Trainer beim bayerischen Skiverband tätig. Zudem fungierte er bei vielen Langlaufwettbewerben seines Vereins als Streckenchef.